# Montottone
Montottone – miejscowość i gmina we Włoszech, w regionie Marche, w prowincji Fermo.
Według danych na styczeń 2009 gminę zamieszkiwało 1018 osób przy gęstości zaludnienia 62 os./1 km².